# Can Salleras (Cadaqués)
Can Salleras és una casa noucentista de Cadaqués (Alt Empordà) inclosa a l'Inventari del Patrimoni Arquitectònic de Catalunya.

## Descripció
Situada al sud del nucli històric de la població, davant de la platja del Llaner Gran.
Es tracta d'un edifici unifamiliar aïllat, distribuït en planta baixa, pis i altell, format per dos cossos de planta rectangular disposats en paral·lel. Les teulades són a dues vessants, amb triple ràfec de dents de serra, i presenta dues terrasses laterals amb balustrada i sòcol de ceràmica vidrada blava, al nivell de la planta pis. La façana principal està orientada a mar i presenta el portal d'arc de mig punt i uns grans finestrals d'arc rebaixat. A l'altell hi ha quatre petites finestres d'arc rebaixat que delimiten un badiu.
Tota la construcció es troba arrebossada i pintada de color blanc.